# Pierre-Auguste Marque

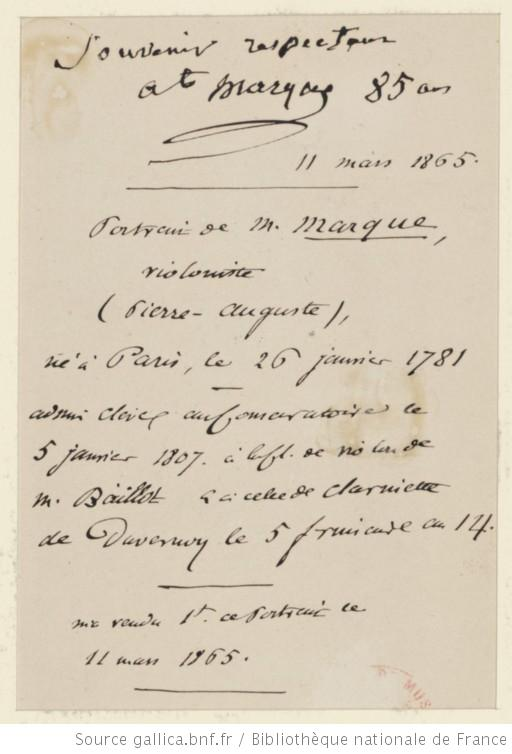
Verso du portrait de Pierre-Auguste Marque, 1865

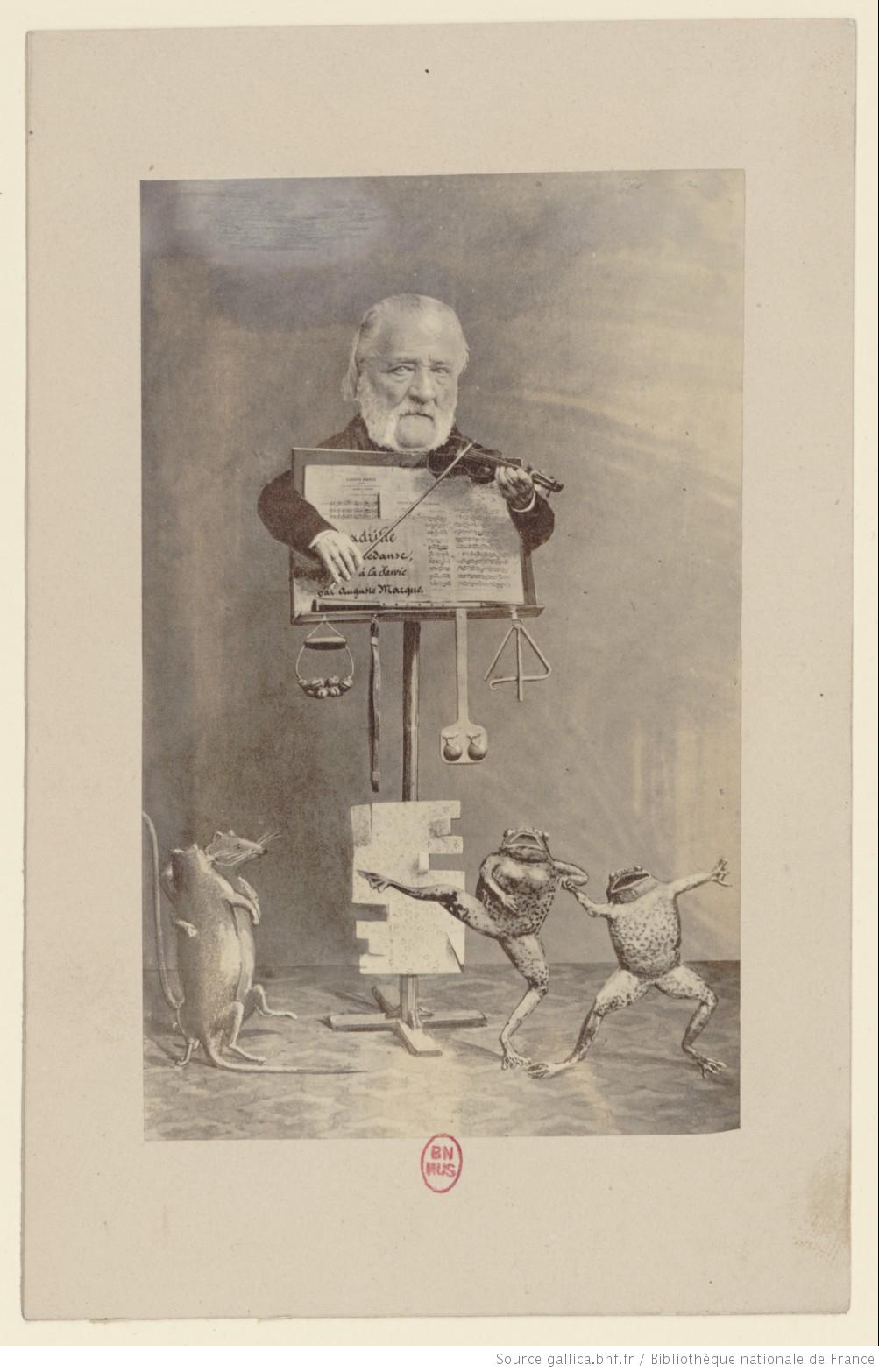
Autre copie du portrait de Pierre-Auguste Marque, 1865

Pierre-Auguste Marque, violoniste et compositeur de musique de danse, est né à Paris le 26 janvier 1781 d'une famille native d'Amiens, et décédé à Paris 6e le 15 novembre 1868.

## Protégé du Chevalier de Saint-George
Fils d'un amateur de musique qui jouissait d'une certaine aisance, mais qui fut ruiné par les suites de la Révolution de 1789, Pierre-Auguste Marque commença l'étude du violon à l'âge de trois ans. A cinq ans, il jouait de petits morceaux avec une justesse d'intonation qui causait autant d'étonnement que de plaisir aux témoins de son habileté précoce.
En 1789, le chevalier de Saint-Georges entendit Pierre-Auguste Marque, huit ans, à Versailles et fut si charmé par l'organisation de cet enfant, qu'il offrit à son père de l'adopter comme son propre fils et lui promit d'en faire un artiste de talent. Cette proposition fut rejetée, ce qui, toutefois, n'empêcha pas que Saint-Georges n'entreprit l'éducation musicale de Pierre-Auguste Marque. Engagé dans des intrigues politiques en 1791, et forcé de s'éloigner momentanément de Paris, Saint-Georges  confia son élève aux soins de Navoigille, qui lui donna des leçons jusqu'à la fin de 1792.
Dans l'année suivante, en 1793, Pierre-Auguste Marque fut admis, par une protection spéciale, dans l'École des enfants des défenseurs de la patrie, quoique son père n'eût jamais été militaire. Quelques mois après, l'école fut transférée à Liancourt, dans le château du duc de Larochefoucault. Marque y tomba dangereusement malade, et l'on fut obligé de l'envoyer à l'hospice de Beauvais, où il se rétablit.
Rentré à l'école de Liancourt, Pierre-Auguste Marque rechute et obtient un congé pour retourner à Paris près de sa famille. Il retrouve son ancien maître Navoigille qui, connaissant la détresse des parents de son élève, et considérant la difficulté de lui procurer alors une occupation lucrative pour son talent, lui donna le conseil de cultiver la musique de danse. Pierre Marque eut des résultats avantageux : le jeune artiste put alors venir au secours de sa famille.
François-Joseph-Marie Fayolle signale que, pour les années 1810-1811, Pierre-Auguste Marque réside en Hollande avec son frère cadet violoniste estimé. Retiré de la vie active depuis 1848, Pierre Marque a joui depuis lors d'un repos et d'une indépendance acquis dans une carrière laborieuse et par des habitudes d'économie. Il est âgé de quatre-vingts ans en 1861.

## Trajectoire artistique
A vingt-deux ans, Pierre-Auguste Marque était recherché comme chef d'orchestre de bal, et les recueils de contredanses qu'il publiait obtenaient des succès de vogue. Sous l'empire, il eut un rival dangereux dans Julien Clarchies ; mais la restauration lui fut favorable, à cause de ses opinions royalistes bien connues, et l'aristocratie de cette époque accorda presque toujours la préférence à Pierre Marque pour la direction de ses bals.

### Compositeur pour violon et alto
Cependant la danse n'avait pas fait perdre à cet artiste le goût de la musique sérieuse :  Pierre-Auguste Marque avait une passion véritable pour les quatuors et quintettes de Boccherini, dans lesquels il faisait sa partie avec talent. Il a publié des duos pour violon et alto, et des études remarquables pour ce dernier instrument, dont il jouait avec sentiment et délicatesse. En 1853, Musard, qui estimait  Pierre-Auguste Marque, l'attacha aux concerts des Champs-Élysées fondés par Masson de Puyneuf, en qualité de chef des seconds violons.

## Œuvres
L'œuvre de Pierre-Auguste Marque comprend des romances, des musiques pour la danse et des compositions pour le violon.

### Romances
Pierre-Auguste Marque a publié une trentaine de romances dont :
- le Jaloux, Malvina
- Voilà l'plaisir Mesdames,`
- Transaction entre l'Hymen et l'Amour

Les paroles de la plupart de ces romances sont de M. Henri de Brévannes :
« (…) choix qui prouve dans M. Marque autant de discernement que sa musique annonce de talent et de goût.(François-Joseph-Marie Fayolle) ».

### Musique de danse
On a publié de sa composition environ vingt-cinq recueils de contredanses pour l'orchestre, en quatuor et pour le piano.

### Œuvres pour violon
- Six trios pour violon, op I,
- Six solos pour violon, op. 4, 1768.

### Auteur de lettres
- Lettre de Pierre Auguste Marque à Monsieur Casimir Mey, Texte manuscrit, S.d[9].
- Lettre de Pierre Auguste Marque à Monsieur D. F. E. Auber, Texte manuscrit, S.d[10].
- Un imprimé - biographie et notes, Texte manuscrit, S.d[11].